# 玉城美智子
玉城 美智子（たまき みちこ、1953年〈昭和28年〉3月13日 - 2006年〈平成18年〉11月17日）は琉球放送の元アナウンサー。沖縄県沖縄市出身。結婚後の本名は桑江美智子。

## 略歴・人物像
- 二松學舍大学文学部国文学科卒業後の1975年に琉球放送（RBC）入社[1]。大学生時代は落語研究会に在籍、入社試験ではそれを生かして小噺を一席したところそれがウケて合格したという[1]。ちなみに同局には箕田和男アナが同じ年だが、こちらは3年後輩である（1978年入社）。
- 華道の副教授の免状を持っていた。
- 1970年代後半～1980年代後半にかけ、「ナイトヤングメイツ」や「ラジオジャック」など主に夜の若者向けの番組を担当し、リスナーからの人気も大きかった。「アニメファンタジー」においては「子供は山田田吾作という名前がいい」と言ったことがあり、そこからリスナーたちが探検隊を作るなどして“山田田吾作探し”に奔走したということがあった[1]。
- 一時期、RBCテレビのオープニング、クロージングアナウンスも務めた。
- RBCの局アナにとどまらず、児童教育や地域活動にも積極的に参加。子供たちへの童話の読み聞かせや特技であるオカリナの演奏などを行っていた。中頭地区小学校管楽器フェスティバルの司会など司会業もこなした。
- 2000年秋に退社後フリーとなったが、RBC以外の他局に出演することはほとんどなかった。
- 晩年、沖縄県の「地域づくりコーディネーター」としてかかわったほか、亡くなる1ヶ月半くらい前には沖縄市社会福祉協議会主催の童話大賞の審査員を務めていた。
- 2006年11月17日逝去、享年53。

## 主な番組
- コーミンヒットパレード（1970年代末期）
- ナイトヤングメイツ（1980年代前半）
- ラジオジャック（1985年 - 1988年）[1]
- ホットひと息歌謡曲→ふれ愛パレット（1980年代 - 1990年代）
- 夜のテレフォンラリー（1980年代）[1]
- アニメファンタジー（1980年代）[1]
- ワンカララジオ隊（1992年 - 1995年）
- くもじウェーブ738（1995年 - 2000年）
- FUN to FAN（2000年）、ほか